# Ne sírjatok, budapesti lányok
A Ne sírjatok, budapesti lányok! egy ismeretlen eredetű első világháborús katonadal, egyike azoknak, melyeket a bevonuló katonák énekeltek; Budapest helyett más város nevével is előfordul.

## Keletkezése
Dallama Gerő Károly Az uzsai gyöngy című népszínművében hangzott el először 1888-ban Három singes a pántlikám, de piros, de piros, de piros  szöveggel. A darab zeneszerzője Erkel Elek.
Az e szócikkbeli szöveggel először Palotásy Gyula: 101 legszebb magyar népdal című könyvében bukkant fel az 1890-es években. Kacsóh Pongrác zongorára alkalmazta Magyar katonanóták című, 1915-ben kiadott könyvében azzal a megjegyzéssel, hogy „1914. augusztus 1-je után, a mozgósítás napjaiban e daltól volt hangos az egész Magyarország.” Kodály Zoltán is lejegyezte 1914-ben az utcán menetelő katonáktól.
Feldolgozás:
| Szerző        | Mire          | Mű                    |
| ------------- | ------------- | --------------------- |
| Farkas Ferenc | ének, zongora | 50 csárdás, 17. kotta |

## Kotta és dallam
Az alábbi szöveg csak egy változat, huszárok helyett szólhat például tüzérekről is.
| A gőzösnek hat kereke de fényes, de fényes, de fényes. Benne ül egy nyalka huszár, de kényes, de kényes, de kényes! Ne sírjatok, budapesti lányok, Visszajönnek a huszárok Valaha, valaha vagy soha. Ne sírjatok, budapesti lányok, Visszajönnek a huszárok Valaha, valaha vagy soha. Az orosz cár palotája de fényes, de fényes, de fényes. Abban laknak a budapesti legények, legények, legények Ne sírjatok, pesti menyecskék, visszajövünk, mint a fecskék, valaha, valaha vagy soha. Ne sírjatok, pesti menyecskék, visszajövünk, mint a fecskék, valaha, valaha vagy soha. | { << \relative c' { \key c \major \time 4/4 \tempo 4 = 90 \set Staff.midiInstrument = "slap bass 1" \transposition c' % A gőzösnek hat kereke de fényes, de fényes, de fényes. c8 c4. f4 f e e g g f8 e d4 e8 f g4 e8 c4. c4 r \bar "\|\|" % Benne ül egy nyalka huszár, de kényes, de kényes, de kényes. g' g c c b4 b d d c8 b a4 b8 c d4 b8 g4. g4 r \bar "\|\|" \break % Ne sírjatok, budapesti lányok, visszajönnek a huszárok g8 g4. c8 c4. b8 b b b d4 d f, f a a g4 c b a \bar "\|\|" \break % valaha, valaha, vagy soha. f8 e d4 e8 f g4 e8 c4. c4 r \bar "\|." } \addlyrics { A gő -- zös -- nek hat ke -- re -- ke de fé -- nyes, de fé -- nyes, de fé -- nyes. Ben -- ne ül egy nyal -- ka hu -- szár, de ké -- nyes, de ké -- nyes, de ké -- nyes. Ne sír -- ja -- tok, bu -- da -- pes -- ti lá -- nyok, visz -- sza -- jön -- nek a hu -- szá -- rok va -- la -- ha, va -- la -- ha, vagy so -- ha. } >> } |

Más szövegek:
| Csináltattam Pesten házat, ragyogó csillagom, galambom. Ablakot rá háromszázat, ragyogó csillagom, galambom. Közepébe tükrös szöbát, hol a rózsám festi magát, Ragyogó csillagom, galambom. | Elment az én rózsám Pestre, ragyogó csillagom, galambom. Puccos dáma lett belőle, ragyogó csillagom, galambom. Sárga cipő, gumisarok, engem a faképnél hagyott, Ragyogó csillagom, galambom. |

A Tanácsköztársaság idején az alábbi szöveggel énekelték:
| De sok magas égbenyúló palota, palota, palota. Mindezeket kérges kezű munkáskéz vakolta, vakolta. Aki lakja a nagy termeket, hozzá még egy téglát sem tett, nem biz'a, nem biz'a, nem biz'a! | Készül már a nagy szerelvény az útra, az útra, az útra, rajta mennek proletárok a harcba, a harcba, a harcba. Ne sírjatok, munkáslányok, visszajövök még hozzátok, valaha, valaha, vagy soha. |

## Felvételek
- Gramofon Online[halott link] – Ne sírjatok budapesti lányok… Szépen szól a 32-es banda… Előadja Sárossy Mihály. 1915 körül.
- Mikor engem besoroztak. Lovay László  YouTube (2013. szeptember 6.)  (Hozzáférés: 2016. március 30.) (videó)
- A gőzösnek hat kereke de fényes. YouTube (2016. február 8.)  (Hozzáférés: 2016. március 30.) (audió) 2:10-től.